# Meioneta insolita
Meioneta insolita là một loài nhện trong họ Linyphiidae.
Loài này thuộc chi Meioneta. Meioneta insolita được George Hazelwood Locket & Anthony Russell-Smith miêu tả năm 1980.